# روز فالاند
كانت روز أنتونيا ماريا فالاند (بالفرنسية: Rose Antonia Maria Valland)‏ (1 نوفمبر 1898 – 18 سبتمبر 1980) مؤرخة فنية فرنسية، وعضو في المقاومة الفرنسية، ونقيب في الجيش الفرنسي، وواحدة من أكثر النساء تكريمًا في التاريخ الفرنسي. سجلت سرًا تفاصيل السرقة النازية للفنون الفرنسية الوطنية والأعمال الفنية الخاصة التي يملكها اليهود من فرنسا؛ وأنقذت آلاف الأعمال الفنية من خلال عملها مع المقاومة الفرنسية.

## الحرب العالمية الثانية
في عام 1941، خلال الحرب العالمية الثانية، وُظفت فالاند مشرفةً على متحف جو دو بوم أثناء الاحتلال الألماني لفرنسا. من خلال «هيئة العاملين الخاصة بالفنون التصويرية» التابعة لوحدة عمليات زعيم الرايخ روزنبرغ في الأراضي المحتلة، بدأ الألمان نهبًا منهجيًا للأعمال الفنية من المتاحف والمجموعات الفنية الخاصة في جميع أنحاء فرنسا. استخدموا متحف جو دو بوم كمخزن مركزي ومستودع فرز في انتظار التوزيع لأشخاص وأماكن مختلفة في ألمانيا.
أثناء عمليات النهب النازية، بدأت روز فالاند سرًا في تسجيل أكبر قدر ممكن من القطع الفنية التي أُحضرت إلى متحف جو دو بوم وبلغ عددها أكثر من 20 ألف قطعة. أخفت فالاند عن الألمان حقيقة أنها تفهم اللغة الألمانية. لم تدرس اللغة رسميًا على الإطلاق، ولكن بعض الرحلات إلى ألمانيا في عشرينيات وثلاثينيات القرن العشرين ساعدتها على اكتساب إلمام لا بأس به باللغة الأكاديمية المستخدمة على نطاق واسع في ذلك الوقت. كانت فالاند تتحدث مع سائقي الشاحنات العاملين لدى الألمان، وبالتالي كانت قادرة على التعرف على الأعمال الفنية المنهوبة والمنقولة مباشرة إلى محطات السكك الحديدية. أطلعت فالاند بانتظام جاك جوجارد، مدير المتاحف الوطنية، على عمليات النهب النازية للأعمال الفنية. بالإضافة إلى ذلك، استمرت طوال أربع سنوات في تتبع الوجهات التي تُشحن إليها الأعمال الفنية في ألمانيا والأشخاص الذين استلموها وخاطرت بحياتها لتقديم معلومات إلى المقاومة الفرنسية حول القطع الفنية المشحونة عن طريق السكك الحديدية حتى لا يفجروا بالخطأ القطارات المحملة بكنوز فرنسا التي لا تقدر بثمن. زار مسؤولون نازيون رفيعو المستوى المتحف، وكانت فالاند موجودة عندما جاء هيرمان غورينغ مارشال الرايخ في 3 مايو 1941 ليختار شخصيًا بعض اللوحات المسروقة لمجموعته الخاصة.

### قطار 40044
في 1 أغسطس 1944، قبل أسابيع قليلة من تحرير باريس في 25 أغسطس 1944، علمت فالاند أن هينريتش بارون فون بير، رئيس وحدة عمليات زعيم الرايخ روزنبيرغ في فرنسا، كان يخطط لنقل أكبر قدر ممكن من الأعمال الفنية إلى ألمانيا، بما في ذلك العديد من اللوحات المعاصرة التي أهملوها حتى ذلك الحين. أدركت فالاند أن الشاحنات التي جمعت الأعمال الفنية كانت متوجهة إلى محطة قطار أوبارفيلييه في ضواحي باريس. بحلول 2 أغسطس 1944، حُمّل 148 صندوق يحتوي على إجمالي 967 لوحة، بما في ذلك أعمال براك وسيزان وديغا ودوفي وغوغان وموديجلياني وبيكاسو وتولوز لوتريك وأوتريلو، في خمس عربات بضائع بانتظار ربطها مع 48 عربة بضائع أخرى تحتوي على أثاث وممتلكات شخصية صودرت من المواطنين المرحلين. لحسن الحظ، لم تكن عربات البضائع الأخرى قد حُملت بعد، مما يعني أن القطار لم يغادر المحطة في الموعد المحدد.
تمكنت فالاند من إعطاء نسخة من أمر الشحنة النازية إلى جوجارد، والتي تضمنت أرقام عربات القطار والبضائع ومحتويات كل صندوق ووجهة كل عربة بضائع (إما إلى قلعة كوغل في سانكت غورغن إيم أتيرغاو في النمسا أو مستودع نيكوليسبورغ في مورافيا). نقل جوجارد هذه المعلومات إلى المقاومة. بحلول 10 أغسطس، كان القطار جاهزًا للمغادرة ولكن كان عمال السكك الحديدية الفرنسيون حينها في إضراب عن العمل. ومع ذلك، بعد يومين، أُخليت خطوط السكك وتأخرت الشحنات بسبب القطارات ذات الأولوية الأعلى التي تحمل الألمان الفارين وممتلكاتهم الشخصية. انطلق القطار رقم 40044 مع 53 عربة إجمالًا. وصل القطار المثقل إلى لو بورجيه قبل أن يتعرض لعطل ميكانيكي. استغرق الألمان 48 ساعة في إصلاح العطل، وبحلول ذلك الوقت كانت المقاومة الفرنسية قد أخرجت قطارين عن مسارهما مما أدى إلى سد خطوط السكك فتوقف القطار عالقًا في أولنيه سو بوا.
بعد وصول الفرقة المدرعة الثانية للجيش الفرنسي إلى باريس، أُرسلت مفرزة صغيرة تحت قيادة الملازم أندريه روزنبرغ (نجل تاجر الأعمال الفنية المنفي بول روزنبرغ) في 27 أغسطس لتفقد القطار وتأمينه. بعد إخراج بعض الجنود الألمان القدامى الذين كانوا يرافقون الشحنة، فتحوا بعض الصناديق ووجدوا العديد من اللوحات التي شاهدها روزنبرغ آخر مرة معلقة على جدران شقة عائلته في باريس. بالعثور على صندوقين منهوبين ومجموعة كاملة من الفضة المفقودة، جرى التنظيم لإرسال 36 صندوق إلى متحف اللوفر لحفظهم. ومع ذلك، شعرت فالاند بالإحباط لمرور شهرين آخرين قبل إخراج ما تبقى من الصناديق من القطار ونقلها إلى مكان آمن.

## بعد الحرب العالمية الثانية
بعد تحرير قوات الحلفاء لباريس، قُبض على فالاند في البداية للاشتباه بتعاونها مع النازيين، بسبب عملها في متحف جو دو بوم ولكن أُطلق سراحها فور ضمان سلوكها.
لم تكن تثق بأحد سوى جوجارد، فقد ترددت بدايةً في مشاركة سجلاتها. عرّفها جوجارد على النقيب جيمس رورمير من برنامج الآثار والفنون الجميلة والمحفوظات وقررت تسليم أهم سجلاتها بعد شهور من توثيق العلاقات معه. أدت المعلومات التي تمكنت فالاند من توفيرها إلى اكتشاف عدة مستودعات في جنوب ألمانيا تحوي أعمالًا فنية منهوبة، وأبرزها قلعة نويشفانشتاين في جبال الألب البافارية، حيث عُثر على أكثر من 20 ألف عمل فني وثقافي. أشرفت على إعادة 1,400 صندوق من الأعمال الفنية من قلعة نويشفانشتاين مباشرة إلى جو دو بوم. ساعدت سجلات فالاند لاحقًا على تسريع عودة الأعمال الفنية المنهوبة إلى أصحابها الشرعيين. للمساعدة في جهودها على تحديد مكان الأعمال الفنية المسروقة وإعادتها إلى فرنسا، تقدمت فالاند بطلب للحصول على تفويض فعُينت ملازمًا ثم نقيبًا في الجيش الفرنسي الأول في 4 مايو 1945. خدمت في ألمانيا لمدة ثماني سنوات، بدايةً عضو في «اللجنة المعنية باستعادة الأعمال الفنية» حيث كانت منسقة الحكومة الفرنسية في منطقة الاحتلال في ألمانيا.
إبداءً للمبادرة، تقربت فالاند من الطاقم العسكري الألماني (الذين سجلت أسماءهم أثناء وجودها في جو دو بوم) وتمكنت من تأكيد موقع العديد من المستودعات الأخرى غير المعروفة سابقًا. كانت فالاند شاهدًا في محاكمات نورمبرغ في فبراير 1946 حيث واجهت هيرمان غورينغ حول الأعمال الفنية التي سرقها. في عام 1946، عُينت فالاند مسؤولة عن أنشطة الفنون الجميلة في مجلس الرقابة الفرنسي حيث ساعدت على استعادة العديد من اللوحات والمنحوتات والعملات الثمينة والمنسوجات التابعة لفرنسا. أشارت التقديرات في تقرير صدر عام 2013 إلى مجلس الشيوخ الفرنسي، إلى أنه بفضل جهود فالاند، تمكنت اللجنة المعنية باستعادة الأعمال الفنية والحلفاء من تحديد نحو 60 ألف عمل فني، واسترجاع ثلاثة أرباعهم إلى فرنسا قبل عام 1950.
عقب عودتها إلى فرنسا في عام 1953، عُينت فالاند وصية على المتاحف الفرنسية الوطنية وفي عام 1954 سُميت رئيسة «هيئة حماية الأعمال الفنية». في عام 1961، كتبت عن تجربتها في زمن الحرب في كتاب نُشر تحت عنوان جبهة الفن (أُعيد نشره في عام 1997). تقاعدت فالاند في عام 1968 لكنها واصلت العمل في شؤون الاسترداد للأرشيف الفرنسي. أسفرت شجاعتها وتفانيها عن تلقيها العديد من الجوائز من بلدها ومن بلدان أخرى. حصلت فالاند على وسام جوقة الشرف ووسام الفنون والآداب برتبة قائد ونيشان المقاومة من الحكومة الفرنسية. بعد إنشائه في عام 1951، حصلت فالاند على صليب وسام الاستحقاق برتبة ضابط من جمهورية ألمانيا الاتحادية. منحت الولايات المتحدة فالاند نيشان الحرية عام 1948.
توفيت فالاند في عام 1980 ودُفنت في مسقط رأسها في بلدية سانت إتيان دو سان جوار. في عام 2003، غُير اسم الساحة المركزية في البلدة إلى ساحة روز فالاند. سُميت كلية روز فالاند، الواقعة في شارع بيير دو كوبيرتان رقم 1 في بلدتها تشريفًا لها. تأسست جمعية إحياء ذكرى روز فالاند لتخليد ذكراها وتقع في ساحة روز فالاند في مسقط رأسها.
بمبادرة من رابطة جمعية إحياء ذكرى روز فالاند أُزيح الستار عن لوحة تذكارية لتكريم فالاند في 25 أبريل 2005 على واجهة متحف جو دو بوم.
أُصدرت دائرة البريد الفرنسية طابعًا في عام 2018 تكريمًا لها.
أطلقت وزارة الثقافة والاتصالات الفرنسية بوابة إلكترونية تحمل اسم موقع روز فالاند لدائرة المتاحف، يدرج قوائم بالأعمال الفنية المستردة والمعروضة في المتاحف الوطنية الفرنسية.